# John Connor
John Connor egy kitalált szereplő a Terminátor mozifilmekben a sorozatban és a regényekben. A történet szerint John az emberi ellenállás vezetője a Skynet elleni harcban. Édesanyja Sarah Connor, apja pedig Kyle Reese, aki a jövőből érkezett.
Minden filmben más-más színész alakította a karaktert: Edward Furlong a Terminátor 2. – Az ítélet napja (1991) filmben a 10 éves Johnt, Thomas Dekker a Terminátor – Sarah Connor krónikái (2008) tv-sorozatban a már kamasz fiút, Nick Stahl a Terminátor 3. – A gépek lázadása (2003) moziban mint fiatal felnőttet, majd Christian Bale a már 30 éves vezért a Terminátor – Megváltás (2009) filmben és Jason Clarke, mint a 40 éves Johnt a Terminátor - Genisys (2015) filmben. Kisebb szerepekben, visszaemlékezésekben további színészek is alakították.

## Élete

### Terminátor – A halálosztó
A karakter itt jelenik meg először, de még csak Kyle Reese őrmester elbeszélése alapján. Itt tudjuk meg, hogy a jövőben nagyon fontos ember lesz. A film végén Sarah már terhes Johnnal.

### Terminátor 2. – Az ítélet napja
John (Edward Furlong) már kamasz, nevelőszülőkkel él együtt. Korábban sok mindent megtanult Sarahtól a fegyverekről, számítógépekről.

### Terminátor 3. – A gépek lázadása
John (Nick Stahl) fiatal felnőtt férfi, tele kétségekkel, hogy alkalmas-e az emberiség vezetésére. Labilis lelkiállapotú. Egy katonai bunkerben éli túl az Ítélet napját, mely után beköszönt a nukleáris tél és a gépek lázadása.

### Terminátor: Megváltás
John Christian Bale az ellenállás katonája 2018-ban, majd hamarosan vezetői képessége révén az élére áll.

### Terminátor – Sarah Connor krónikái
A tv-sorozat nem illeszkedik pontosan a mozifilmekhez, inkább egy alternatív idővonalon játszódik. Logikailag a harmadik mozifilm előtt játszódik, bemutatja, hogy mi történt a Connor családdal a Cyberdyne Systems felrobbantása után. John okos fiú, járatos a fegyverek közt és az informatikában. Szerelme Riley Dawson és különleges kapcsolatban van az őt védő terminátorral, Cameron Phillipsszel. John Baum álnéven él.

### Terminátor: Genisys
John Connor (Jason Clarke) ebben a filmben az ellenállás vezetője, akinek vezetésével elpusztítják a Skynetet, amely azonban rájön miért veszít folyamatosan, így a múltból és a jövőből is támadást indít, a háború kimenetelének végleges megváltoztatásáért. Connoréknak ezért vissza kell küldeniük Kyle Reeset 1984-be, hogy megmentse John anyját, Saraht. Kyle visszaküldésekor Johnt elfogja a Skynet, és T-3000-est csinál belőle, aki így 2017-ben immáron terminátorként a saját anyja és annak védelmezői ellen fordul, és a Genisys (ami maga a Skynet) központjának elpusztításakor semmisül meg.

### Terminátor: Sötét végzet
John Connor 3 évvel a Terminátor 2. – Az ítélet napja történései után Sarah-val a tengerparton van, mikor egy T-800-as lelövi, végrehajtva a parancsát.